# Custer County (Colorado)
Custer County je okres ve státě Colorado v USA. K roku 2000 zde žilo 3 503 obyvatel. Správním městem okresu je Westcliffe. Celková rozloha okresu činí 1 916 km². Byl pojmenován podle vojáka George Armstronga Custera.